# Partyzán
Partyzán (z francouzského partisan, „stoupenec, přívrženec“) je civilista nebo bojovník, který sice nenáleží k pravidelným vojenským jednotkám, ale který se považuje za součást jedné z bojujících stran ve válce. Partyzáni vedou partyzánskou válku, ozbrojený boj, který je veden proti nepříteli v operačním prostoru nebo na okupovaných územích jednotlivě nebo ve skupinách ze zálohy.
Jestliže jsou organizovaní, podléhají velení určité osoby, viditelně nosí svůj znak i zbraň a dodržují obecná pravidla války, pak mají v zajetí postavení válečných zajatců.

## Historie
Taktiku partyzánského boje popsal původem maďarský důstojník a kartograf Michal Ludvík de Jeney v publikaci Le Partisan ou l'art de faire la petite-guere… („Partizán aneb umění vedení malé války“) vydané francouzsky roku 1759 v Haagu a přeložené do dalších jazyků.
Během americké války za nezávislost byly partyzánské jednotky rekrutované především z lovců kožešin, kteří znali terén a uměli se v něm pohybovat. Způsobili britské armádě velké ztráty.

### Druhá světová válka
Obdobím rozkvětu partyzánských skupin byla druhá světová válka. Ve všech okupovaných zemích se zformoval protinacistický odboj.

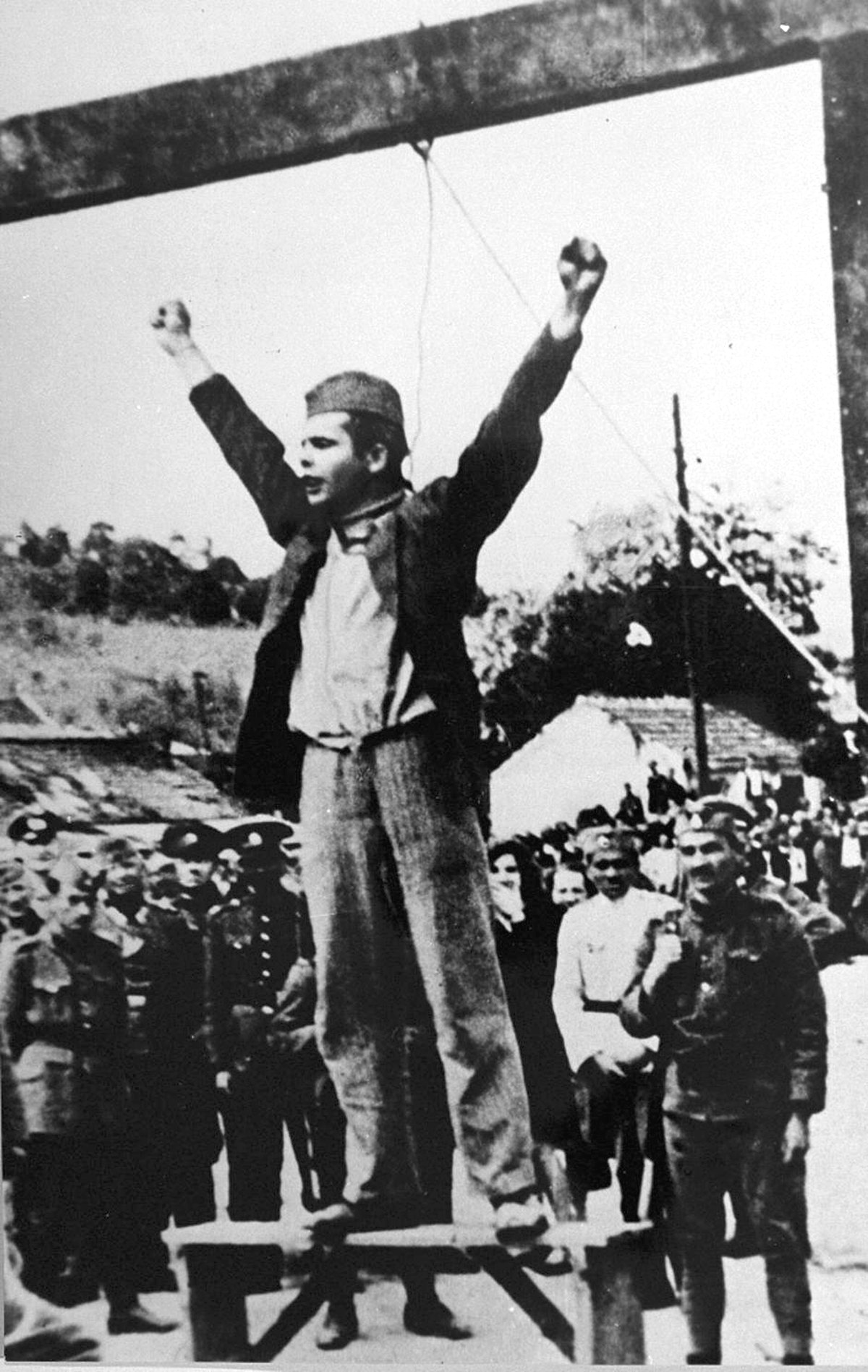
Jugoslávský partyzán Stjepan Filipović těsně před popravou vykřikuje Smrt fašismu, svobodu lidu!

Partyzáni se vyskytovali ve všech zemích okupovaných wehrmachtem, ale zatímco na mnoha územích (např. ve Francii, v Řecku, v Polsku, na Slovensku) vystavili pravidelné vojsko vážným problémům až v letech 1943–1944, v SSSR a v Jugoslávii se jejich úderná síla rozvinula velmi rychle. Zpočátku se rekrutovali hlavně z rudoarmějců, kteří zůstali za frontou, z uprchlých válečných zajatců a čím dál víc také z civilistů, mezi nimiž bylo i mnoho žen. Za rok 1943 hlásili sovětští partyzáni 11 000 explozí na železnicích, 9 000 vykolejených transportních vlaků – bylo při tom údajně zničeno nebo poškozeno na 6 000 lokomotiv a 40 000 vagonů – a rovněž 22 000 zdemolovaných německých automobilů. Na počátku roku 1944 operovalo za německými liniemi přes 250 000 sovětských partyzánů, kteří sehráli významnou roli hlavně při zhroucení skupiny armád Střed v létě 1944. V Protektorátu Čechy a Morava nejvíce odbojových oddílů a skupin sdružovala 1. československá partyzánská brigáda Jana Žižky.
Citát Adolfa Hitlera:
„Die Russen haben jetzt einen Befehl zum Partisanenkrieg hinter unserer Front gegeben. Dieser Partisanenkrieg hat auch wieder seinen Vorteil: er gibt uns die Möglichkeit, auszurotten, was sich gegen uns stellt.“
(Rusové teď vydali rozkaz k partyzánské válce za naší frontou. Tato partyzánská válka má zase jednu výhodu: dává nám možnost zničit vše, co stojí proti nám.)
Německá okupační moc byla vůči aktivitám partyzánů zcela bezmocná a pokoušela se ovládnout situaci brutálním odstrašovacím terorem, jenž ovšem postrádal taktický koncept: partyzáni a jejich pomocníci byli stříleni nebo věšeni, vesnice, v nichž nalezli skutečný nebo údajný úkryt, byly většinou srovnány se zemí a jejich obyvatelé povražděni. Síla partyzánů přesto rostla, v Jugoslávii i v souvislosti s přílivem cizinců a se spojeneckou materiální a vojenskou pomocí, shazovanou z letadel, takže při příchodu Rudé armády mohli všude přejít do protiútoku a okupanty vyhánět z měst i z celých oblastí. Po invazi v červnu 1944 německé branné moci ve Francii zde zatápěli bojovníci francouzského hnutí odporu. V Itálii bylo jen v létě 1944 zabito podle údajů wehrmachtu 12 582 „banditů“.
K formování partyzánského hnutí vyzývali nacističtí mocipáni v Německu ještě krátce před koncem války: do řad Werwolfu se však obyvatelstvo unavené válkou nijak nehrnulo.

### Po druhé světové válce
Po roce 1945 pokračovalo mnoho partyzánských skupin ve východním bloku (Pobaltí, Ukrajina, Halič) v bojové činnosti tentokrát proti sovětské formě socialismu (Banderovci).
Během studené války obě strany – SSSR i USA – podporovaly „své“ partyzánské skupiny, např. Střední Amerika nebo Bolívie, Angola, Biafra atd[zdroj⁠?!]

### Příklady organizovaných skupin
- ZOB (Żydowska Organizacja Bojowa) – židovská organizace ve Varšavském ghettu
- die Fareinikte Partisaner Organisatzije – židovská odbojová skupina proti německé okupační moci v dnešní Litvě
- die Österreichische Freiheitsfront – v Rakousku
- Zemská armáda (Armia Krajowa) – v Polsku
- Résistance – ve Francii
- Resistenza – v Itálii
- Slovenské národní povstání – slovenské partyzánské hnutí
- Sovětští partyzáni – pod velením Rudé armády SSSR
- Jugoslávští partyzáni – Titovi partyzáni
- ELAS (Ethnikos Laikos Apeleftherotikos Stratos) – Řecká národní osvobozenecká armáda
- EKKA (Ethniki ke Kinoniki Apeleftherosis) – Národní a společenské osvobození v Řecku
- Lesní bratři (estonsky Metsavennad, lotyšsky Meža brāļi, litevsky Miško broliai)
- Ukrajinská povstalecká armáda – Ukrajina 1941–1953
- OUN Organizace ukrajinských nacionalistů – (ukrajinsky Організація Українських Націоналістів)
- Pešmerga (kurdsky Pêşmerge nebo پێشمه‌رگه) – kurdský odboj v Iráku proti Saddámu Husseinovi‌‌

## Československý partyzán
Pojem československý partyzán vymezoval zákon 34/1946 Sb. ze dne 14. února 1946.Československý partyzán musel mít československé občanství udělené nejpozději v den podání žádosti o Potvrzení. Potvrzení uznalo žadateli „statut“ partyzána. Byly stanoveny tyto podmínky:
- státně spolehlivý československý občan (nebyl členem žádné zdiskreditované organizace)
- dva měsíce v jednotce s minimálně jednou ozbrojenou akcí
- jeden měsíc v jednotce při zvlášť nebezpečných okolností
- smrt, těžké zranění či vážné onemocnění, které nebylo způsobené nekázní

## Fotografie

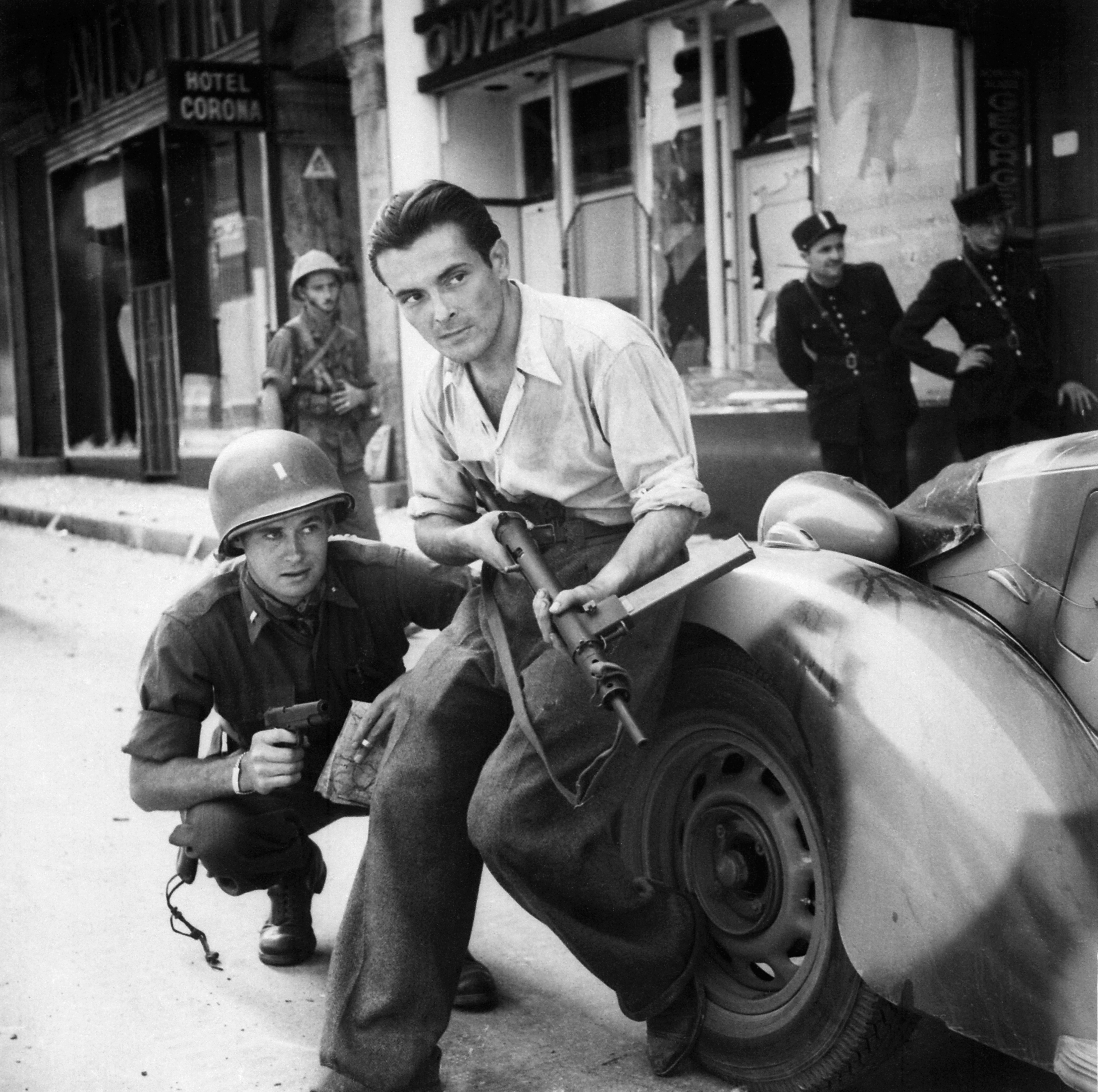
Americký důstojník a francouzský partyzán se kryjí za autem během pouliční bojů
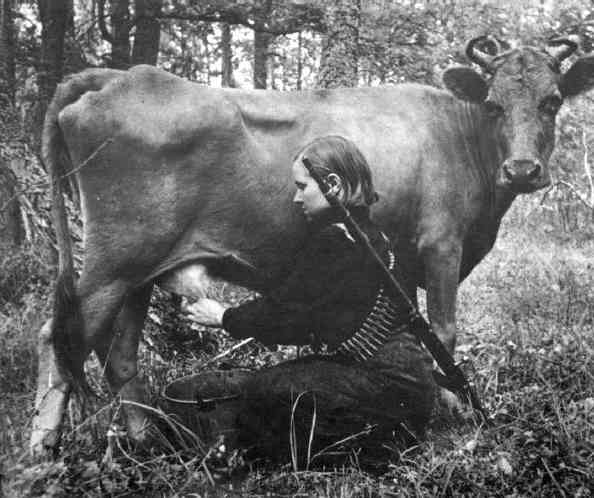
Dojení v lese
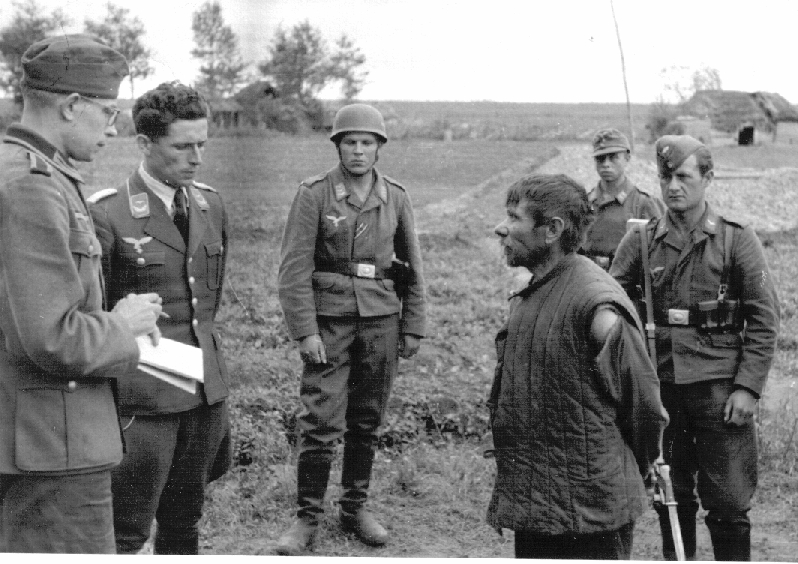
Němečtí výsadkáři vyslýchají sovětského partyzána (léto 1942, Novgorodská oblast)
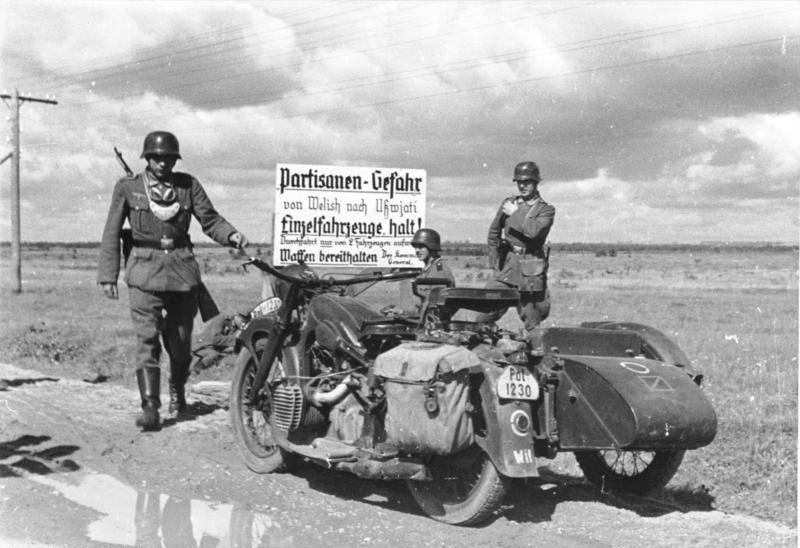
Německé polní četnictvo na kontrolním stanovišti u vjezdu do partyzánské oblasti, na tabuli: Nebezpečí partyzáni – jednotlivá vozidla stát (nejet v koloně bylo velmi nebezpečné)

## Odraz v kultuře
- Na počest partyzánů bylo po 2. světové válce slovenské město Baťovany přejmenováno na Partizánske.
- Výraz partyzánština v hovorové češtině expresivně označuje něco, co se dělá tzv. na koleně, v ne zcela vyhovujících podmínkách a/nebo ne optimálními prostředky.